# Saarloosův vlčák
Saarloosův vlčák (anglicky: Saarloos wolfdog, nizozemsky: Saarlooswolfhond) též známý jako Saarloosův salašnický vlčák je nizozemské psí plemeno, jeden z  několika plemen vlčáků. 
Dalším jsou například československý vlčák a též neuznané psí plemeno hierranský vlčák. 
Saarloosův vlčák je střední a aktivní psí plemeno, do Česka poprvé dovezeno roku 2005 a zastřešené Klubem chovatelů málopočetných plemen psů. Specifikem plemene není jen to, že je neobvyklé povahy, ale též to, že feny hárají pouze jedenkrát ročně, podobně jako samice vlka.

## Historie

### Vznik

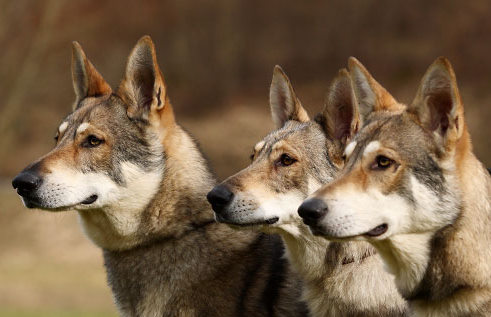
Trojice dospělých saarloosových vlčáků

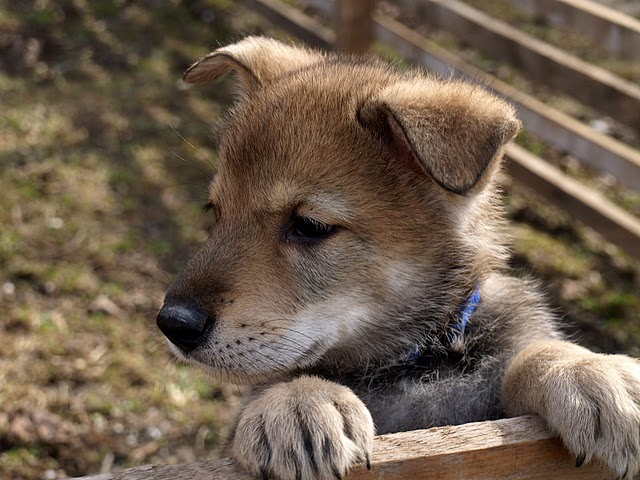
Šestitýdenní štěně saarloosova vlčáka

Chov současných saarloosových vlčáků započal Leenert Saarloos († 1969) v první polovině 20. století, kdy se základem pro chov stal německý ovčák Gerard van der Fransenum a vlčice jménem Fleur, původně chovaná v zoo v Rotterdamu. První vrh se narodil na jaře 1936, všechna štěňata ale zemřela na psinku. Fleur se narodilo ještě několik vrhů, avšak protože Saarloos zarputile odporoval vakcinaci proti psince, mnoho štěňat uhynulo. Nakonec získal 28 jedinců, kříženců psa a vlka, které postupně selektoval a dále křížil. Jeho snahou bylo vyšlechtit plemeno povahově vyrovnané, vhodné například i jako pomocník pro nevidomé, nicméně, u těchto psů začala postupně převládat vlčí povaha, kdy byli jedinci příliš bázliví a nezkrotní.
Roku 1963 opět přimíchal do chovu vlčí krev, když nechal vlčici Fleur II nakrýt německým ovčákem Yro. Saarloos zemřel o několik let později, roku 1969, kdy se zdálo, že chov skončil, avšak nizozemská kynologická organizace se rozhodla jej zachránit: 5. července 1975 byl saarloosův vlčák, do té doby známý jako evropský vlčák, uznán za národní plemeno.
O šest let později, roku 1981, bylo plemeno uznáno i Mezinárodní kynologickou federací (FCI) a zařazeno do skupiny plemen ovčáckých, pasteveckých a honáckých.

### Chov v Česku
V Česku má plemeno velkého konkurenta: československého vlčáka. Toto plemeno je o desetiletí starší než saarloosův vlčák a obecně platí, že i lépe cvičitelné a méně plaché. První saarloosův vlčák se tedy do Česka dostal až roku 2005, kdy ho sem importovala Monika Soukupová. Jednalo se o fenu původem z Finska. Krátce nato se Janě Novákové a Ireně Honzákové podařilo importovat dvě několikaměsíční feny a ročního psa. Právě v chovatelské stanici Jany Novákové se narodil první vrh těchto psů.
Podmínky uchovnění v Česku jsou založené na posudku jedné klubové výstavy, přičemž jedinec nesmí dostat horší ohodnocení než velmi dobrý nebo výborný. Dále je nutný snímek kyčlí pořízený po stáří 15 měsíců psa, který dokládá, že pes netrpí dysplazií kyčelního kloubu stupně 3/3, a testy na progresivní retinální atforii (PRA).

## Vzhled

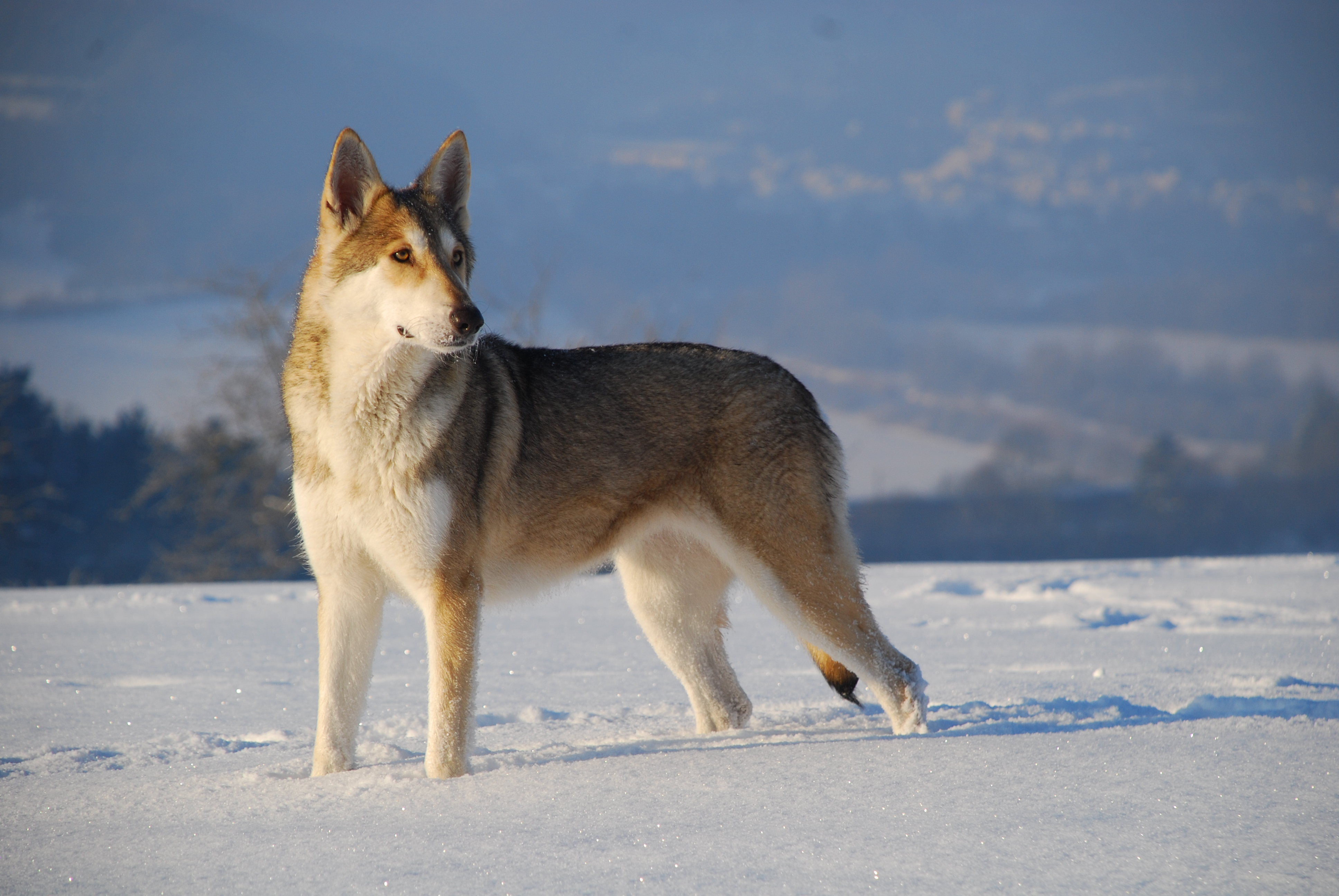
Dospělá fena

Stavba těla saarloosova vlčáka připomíná vlka: je vyvážená, s dobrým osvalením po celém těle a poměrně dlouhýma nohama. Kohoutková výška u psů (samců) se pohybuje mezi 65 a 75 cm, u fen je to 60 až 70 cm. Hmotnost není standardem určená, ale u dospělého jedince se pohybuje okolo 38 kg (u fen méně). Zbarvení se většinou odvíjí od vlkošedé, od světlejších odstínů až po tmavší. Též se vyskytuje krémové a hnědé zbarvení, přičemž při krytí dvou hnědých jedinců se narodí jen hnedí. Nosní houba tmavě pigmentovaná, u hnědých a krémových jedinců ale může být světlejší.
Standard hlavu popisuje jako „vlčí“, s plochou a širokou lebkou. Týlní hrbol a očnice nejsou příliš výrazné, stop jen mírně vyznačený. Uši jsou středně velké, trojúhelníkovitého tvaru, nasazené v rovině s očima a vnitřek osrstěný. Příliš vysoko nasazené uši jsou nežádoucí. Oči jsou mandlovitého tvaru, preferuje se žlutavé zbarvení duhovka. Jsou šikmo posazené, s pátravým a pozorným pohledem. S věkem může duhovka tmavnout. Pysky saarloosova vlčáka jsou suché, pevné. Chrup nůžkový, se silnými zuby. Krk suchý, dobře osvalený, plynule přecházející do rovného a silného hřbetu. Žebra jsou dobře klenutá, břicho mírně vtažené. Ocas je poměrně dlouhý, dosahuje až ke hleznům, u kořene hustě osrstěný. V klidu je nesen svěšený. Končetiny rovné, dobře osvalené, samotné nohy poměrně dlouhé. Tlapky jsou spíše zaječí (protáhlé), se skloněnými nadprstími.

### Saarloosův a československý vlčák
Rozeznat saarloosova od československého vlčáka (dále jen SAV a ČSV) je těžké i pro kynology, především proto, že je běžné, že existují zástupci jednoho plemene, kteří by ale byli i typickým příkladem druhého plemene. Uši u ČSV jsou popisovány jako masité a se zaoblenou špičkou, zatímco uši SAV by měly být tenké, se špičkou. Dalším menším rozdílem je nasazení ocasu: ČSV mají ocas nasazen vysoko, naproti tomu SAV nízko. Monika Soukupová, chovatelka obou plemen, která zároveň dovezla do Česka prvního jedince SAV, říká, že největší rozdíl vidí v povaze, totiž že ČSV jsou vhodní i jako pracovní psi, zatímco SAV jsou vyloženě jen společenští.
Teoreticky lze SAV zaměnit za hierranského vlčáka, avšak tito psi jsou velice vzácní a mimo Španělsko se téměř nevyskytují. Jako plemeno jsou tito psi navíc mnohem starší, menší a o více než dvacet kilogramů lehčí.

## Povaha

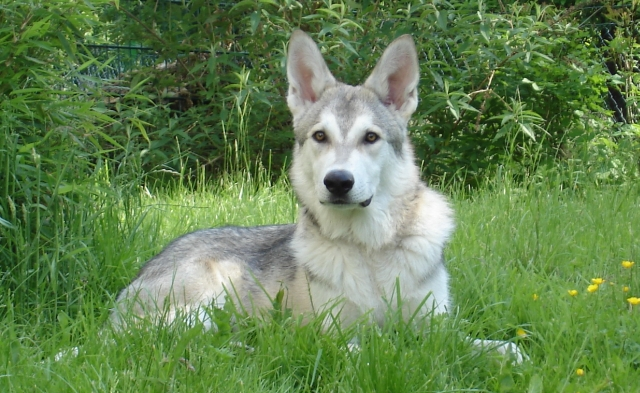
Devítiměsíční jedinec

Saarloosovi vlčáci mají neobvyklou povahu, která pramení především z vlčí krve, která jim koluje v žilách. Je nezávislý, tvrdohlavý, hrdý, vnímavý a většina jedinců je též plachá. Jsou ale také aktivní, mrštní a oddaní především jednomu člověku, kterého si třeba z celé rodiny vyberou. Zároveň se ale jedná o mírumilovného a celkově milého psa, který není v žádném případě agresivní. K cizím se chovají neutrálně, nevyhledávají jejich kontakt ale ani nejsou agresivní nebo přespříliš obranářští. Tito psi umí dobře využívat své smysly, jsou obezřetní a mají dobře vyvinutý i lovecký pud. Vztah s ostatními psy bývá většinou v pořádku, především kvůli submisivnímu chování saarlosových vlčáků, avšak vztah s domácími zvířaty, jako jsou psi, slepice nebo hlodavci, silně ovlivňuje lovecký pud. V takovém případě si pes možná zvykne na jedno určité zvíře, které bylo v domácnosti ještě před ním, ale s radostí prožene jiné jedince stejného druhu. Důležitou roli v životě saarloosových vlčáků hraje hlavně socializace, která může ovlivnit, jak bázlivý bude pes v dospělosti a silně ovlivní celý jeho život. Pes si musí osvojit kladný vztah k novým věcem, jako jsou nové dopravní prostředky nebo noví lidé, což mu pomůže i v dospělosti s vyrovnáváním se s novými podněty.
Plachost zvlášť bývá považována za speciální vlastnost plemene. Již v době šlechtění měla být zařazena do standardu, což se ale nepodařilo prosadit. Nejedná se o příliš dobrého hlídače, naopak jsou tito psi spíše tišší.

## Péče

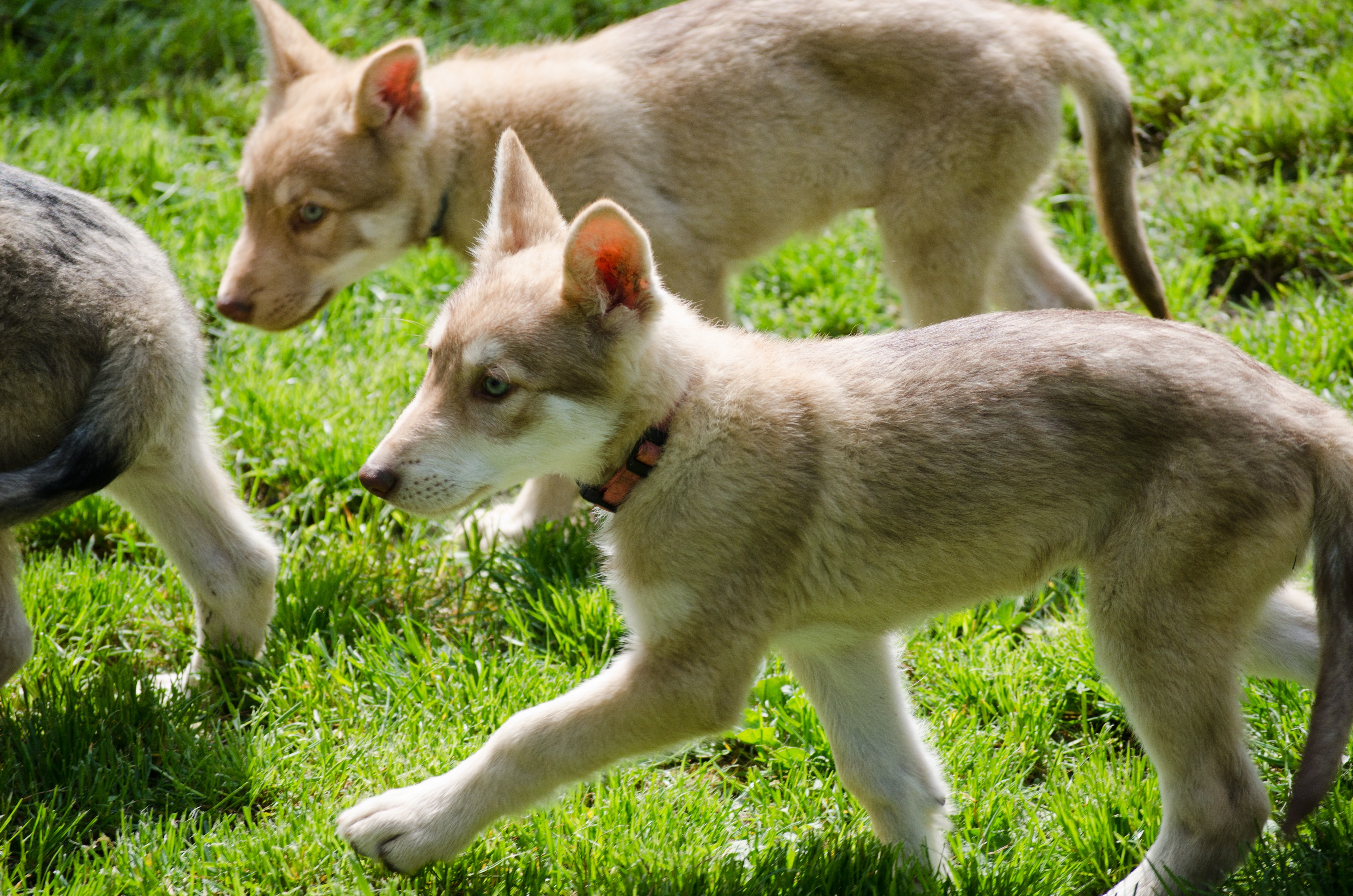
Smečka mladých štěňat

Saarloosův vlčák je aktivní a energický pes, který potřebuje dostatek pohybu. Vyhovují mu především dlouhé procházky a pokud se tomu naučí ve štěněcím období, tak i běh u kola. Běžně se nevyužívá pro sporty jako je agility nebo dogdancing. Potřebují dostatek pohybu, při kterém si vybijí svoji energii, a proto se nehodí pro zaneprázdněné lidi, kteří nemohou zaručit, že se budou svému psovi dostatečně věnovat.
Srst s podsadou se obměňuje (línání) dvakrát ročně, a to poměrně silně: nehodí se tedy pro alergiky. Mimo toto období stačí občasné pročesávání párkrát do týdne, v době línání nejméně jednou týdně. Srst psa se navíc v zimě i v létě poměrně liší a na to je nutné brát ohled, především před výstavami, kde by měl být pes předveden jen dobře vyčesaný a čistý. Samotné mytí není nutné provádět často, pokud se pes skutečně neušpiní, obzvláště časté šamponování srsti ale spíše škodí. Do uší u saarlosových vlčáků není potřeba příliš zasahovat, srst v nich roste přirozeně hlavně v zimě. Zato přerostlé drápy je potřeba stříhat a udržovat.
Pro pobyt je vhodné zvolit jak zahradu se zatepleným výběhem, tak byt, kde by pes měl své místo. V případě zahrady je nutné myslet na možnou bázlivost a divokost psa, kdy plot musí být dostatečně pevný, ale také vysoký, v bytě se takové úskalí řešit nemusí. Tito psi navíc vyžadují kontakt se smečkou, popřípadě rodinou, proto je nutné se jim dostatečně věnovat i jako venkovním psům.